# Михайлов, Михаил Ларионович
Михаи́л Ларио́нович (Илларио́нович) Миха́йлов (4 [16] января 1829, Уфа — 3 [15] августа 1865, село Кадая, Нерчинско-Заводский уезд, Забайкальская область) — русский поэт, переводчик, политический деятель, феминист.

## Биография
Сын горного чиновника Иллариона Михайловича Михайлова (ум. 1845) и киргизской княжны Ольги Васильевны Урановой (ум. 1841). Учился в уфимской гимназии, но курса не кончил. С 1835 по 1845 гг. жил в Илецкой защите, общался с местными каторжанами. В 1844 году поступил вольнослушателем в Петербургский университет. Первые произведения появились в «Иллюстрации» (1845 год).
Вследствие разрыва с отцом, не сочувствовавшим литературным занятиям сына, Михайлов в 1848 году принуждён был переехать в Нижний Новгород на службу, но продолжал литературную деятельность, помещая свои произведения в «Москвитянине» М. П. Погодина. Работал в соляном управлении Нижегородской губернии. В 1852 году оставил службу, поселился в Санкт-Петербурге и работал, главным образом, в «Современнике» и «Отечественных записках».
В конце 1850-х, начале 1860-х годов Михайлов был одним из видных деятелей революционного подполья России. Весной 1861 года выезжал в Лондон для печати прокламации «К молодому поколению». В 1861 году по возвращении из-за границы Михайлов был арестован по делу о распространении революционных прокламаций в Петербурге. Осуждён и приговорён к каторжным работам на 12,5 лет. В 1862 году сослан на Нерчинскую каторгу в Сибирь. Срок каторги был сокращен до 6 лет. Отбывал наказание на Казаковском золотом прииске. На каторге организовал школу для детей рабочих. Осенью 1863 года переведен в Горный Зерентуй, затем в деревню Кадаю. В Кадае к концу 1864 года завершил роман «Вместе», дополнил «Записки» «Сибирскими очерками».
Михаил Михайлов скончался в селе Кадае, возле Нерчинского завода.

## Семья
В 1861 году любовницей Михайлова стала 29-летняя Людмила Михаэлис, которая ушла от своего мужа Николая Шелгунова. В 1862 году в Санкт-Петербурге она родила от Михайлова сына, тоже Михаила (1862—1897). После этого она приехала в Нерчинск и навестила Михайлова в тюрьме. По одной из версий, она хотела устроить ему побег.

## Творчество
Михайлов писал стихи, литературные и публицистические статьи («Дж. Элиот», «Дж. Ст. Милль», «Об эмансипации женщин», «Юмор и поэзия в Англии» и др.), романы и повести («Перелётные птицы», «Адам Адамыч», «Кружевница», «Африкан», «Он», «Голубые глаза» и пр.). Из беллетристических произведений известностью пользуются повесть «Адам Адамыч» и роман «Перелётные птицы», рисующий жизнь странствующих провинциальных актёров. Некоторые из поэтических переводов Михайлова («Сон негра» Лонгфелло, «Песнь о рубашке» Т. Гуда, «Скованный Прометей» Эсхила) стали хрестоматийными. Михайлов познакомил русское общество с Гейне в то время, когда поэт ещё почти не был известен в России.
Михаил Михайлов был последовательным сторонником женской эмансипации. В изданной в 1860 г. в журнале «Современник» статье «Женщины, их воспитание и значение в семье и обществе» Михайлов объявил женский вопрос одной из главных проблем современого общества. Михайлов критиковал идеи Жюля Мишле и Пьера-Жозефа Прудона, объявлявших, что природа женщины ограничена её биологической ролью и единственной возможностью её самореализации является брак. Михайлов отверг просветительскую концепцию об особой природе женщины. Он писал, что различия в социализации мальчиков и девочек вредны, и выступал за совместное обучение в школах. Михайлов считал, что воспитание у женщин «мужских качеств» поможет развить в них ум и рациональное начало. Брак, по мнению Михайлова, должен был стать «разумным сожительством» двух равноправных людей.
Михайлов одним из первых заговорил о политическом равноправии и избирательном праве для женщин. Благодаря своим трудам он получил звание «творца женского вопроса».
Посмертное издание стихотворений Михаила Михайлова (СПб., 1866) было уничтожено по решению цензуры.